# I. e. 151
Évszázadok: i. e. 3. század – i. e. 2. század – i. e. 1. század
Évtizedek: i. e. 200-as évek – i. e. 190-es évek – i. e. 180-as évek – i. e. 170-es évek – i. e. 160-as évek – i. e. 150-es évek – i. e. 140-es évek – i. e. 130-as évek – i. e. 120-as évek – i. e. 110-es évek – i. e. 100-as évek
Évek: i. e. 156 – i. e. 155 – i. e. 154 – i. e. 153 –  i. e. 152 – i. e. 151 – i. e. 150 – i. e. 149 – i. e. 148 – i. e. 147 – i. e. 146

## Események

### Róma
- Aulus Postumius Albinust és Lucius Licinius Lucullust választják consulnak.
- Lucullus Hispaniát kapja tartományul, de a hadsereg toborzása a rémhírek miatt vontatottan halad. A consul olyan erőszakosan lép fel a sorozás alól kibúvókkal szemben, hogy a néptribunusok bebörtönöztetik.
- Mire Lucullus Hispániába ér, elődje, Marcus Claudius Marcellus már békét kötött a lázadó keltiber törzsekkel. Lucullus ezért mondvacsinált okokkal, a szenátus felhatalmazása nélkül megtámadja a vaccaei törzset. Kiirtatja Cauca város teljes férfilakosságát, majd hiába ostromolja Pallantiát. Ezt követően a turdetánok területén telel át, közben átcsapva lázadó luzitánok országára.
- A luzitánok ellen Servius Sulpicius Galba praetor vonul, aki megfutamítja őket, de tapasztalatlan seregével nem vállalkozik az üldözésre. A luzitánok visszatámadnak és 7 ezer katonáját megölik.
- Polübiosz kérésére Scipio Aemilianus (Cato támogatásával) eléri, hogy hazaengedjék azt a 300 akháj túszt, akiket a harmadik makedón háború után szállítottak Rómába.
- Massilia Róma segítségét kéri a gallok támadásainak visszaveréséhez.

### Karthágó
- Karthágó teljes mértékben kifizeti a második pun háború után kirótt hadisarcot és ezzel véleménye szerint felszabadul minden, a békeszerződésben rá rótt korlátozás és kötelezettség alól. Róma szerint a korlátozások továbbra is érvényesek.
- A numidák újabb portyát indítanak a karthágói határvidéken és megostromolnak egy kisebb várost. Karthágó nagy, 25 ezres sereggel támad rájuk.

## Fordítás
- Ez a szócikk részben vagy egészben  a(z)   151 BC című angol Wikipédia-szócikk ezen változatának fordításán alapul.  Az eredeti cikk szerkesztőit annak laptörténete sorolja fel. Ez a jelzés csupán a megfogalmazás eredetét és a szerzői jogokat jelzi, nem szolgál a cikkben szereplő információk forrásmegjelöléseként.